# Rasbora macrophthalma
Rasbora macrophthalma är en fiskart som beskrevs av Meinken, 1951. Rasbora macrophthalma ingår i släktet Rasbora och familjen karpfiskar. Inga underarter finns listade i Catalogue of Life.